# بواط
بواط، قرية في ضواحي المدينة المنورة في السعودية، تقع شمال غرب المدينة المنورة على بُعد 40 كم على طريق تبوك، وتبعد حوالي 130 كم شمال شرق ينبع.

## التاريخ
تكتسب تاريخها من غزوة بواط في السنة الثانية من الهجر.
وادي بواط هو الوادي بين الجبال. كان ممراً رئيسياً لقطار الحجاز- الشام وفيه محطة للقطار موجودة حتى الآن، بالإضافة إلى أنه ممر رئيسي لقوافل الحجاج والقوافل القادمة من الشام وتركيا وأواسط آسيا. ويسكنها الكثير من القبائل التي كونت لها تجارة مع تلك القوافل والحجاج.